# Ринальдо I д’Эсте
Ринальдо I д’Эсте (итал. Rinaldo I d’Este; 1221 или чуть позже — 1251) — маркиз д’Эсте. Сын Аццо VII д’Эсте.
В 1236 году женился на Аделаиде (Адельгейде, Аделазии) да Романо, дочери Альбериго да Романо, племяннице Эццелино III да Романо. Детей в этом браке не было.
С 1238 года находился вместе с женой в заключении в Апулии в качестве заложника императора Фридриха II Штауфена.
В 1251 году они оба были отравлены по приказу короля Конрада IV.

## Семья
Дети от не известной по имени любовницы (которая по преданию была прачкой):
- Обиццо II д’Эсте (1247—1293), маркиз Феррары и Анконской марки
- Констанца
- Пьетро (ум. 1304).